# عطيفة (بكتيريا)
العطيفة أو المنثنية أو (الاسم العلمي: Campylobacter،  كامبيلوباكتر) هي جنس من البكتيريا تتبع الفصيلة العطيفات من رتبة العطيفيات. هي جنس من البكتيريا سالبة الجرام الهوائية حلزونية لها سياط أحادية أو ثنائية القطبية وتظهر خاصية الفتح/التدويم (شاهد الصورة) وموجبة في اختبار إفراز أنزيم الأكسيداز. وهي نوع من البكتيريا التي يمكن أن تسبب مرض الإسهال لدى البشر. ويعني اسمها "البكتيريا المنحنية"، حيث تظهر الجرثومة عادةً على شكل فاصلة أو "s". حسب تصنيفها العلمي هي جنس من البكتيريا سالبة الجرام متحركة.
الجرثومة شائعة في الطبيعة وفي الحيوانات الأليفة. وتوجد بكثرة في الأطعمة النيئة ذات الأصل النباتي والحيواني. ويمكن أن تكون أعدادها عالية جدًا في بعض الأطعمة مثل الدواجن النيئة. ونظرًا لمستودعها الطبيعي المتنوع يمكن أيضًا اكتشاف بعض بكتيريا العطيفة في الهواء وإن لم يكن على مستوى كبير من الناحية الوبائية. يسمى المرض الذي يمكن أن تسببه بعض أنواع البكتيريا داء العطيفة.
تعد عطيفة صائمية مسبباً رئيسياً للأمراض البكتيرية المعدية في العديد من الدول المتقدمة إضافة إلى مالا يقل عن 10 أنواع من العطيفة تسبب العديد من الأمراض
وأكثرها شيوعاً عطيفة صائمية C. jejuni وعطيفة قولونية وعطيفة الجنين C. fetus التي تسبب الإجهاض التلقائي لأجنة المواشي والإنسان 

## المورثة
تختلف أنواع بكتيريا العطيفة تبعاً لاختلاف تسلسل المورثات المسببة للأمراض ففي عام 2010 وجد أن العطيفة الصائمية هي التسلسل الجيني الأول.
يقوم بعض أنواع هذه البكتيريا ذو مورثين سياط تحركية _سوط أ، سوط ب_ بإعادة ترتيب المورثات حتى تساهم في إفراز السموم المرضية ومقاومة مناعة جسم الكائن الحي 

## علم الأوبئة
يقع المركز المرجعي الوطني لبكتيريا العطيفة وهيليكوباكتر في بوردو (Pr Mégraud). يعد القرب من حيوانات المزرعة أو تناول الفواكه والخضروات غير المغسولة من عوامل الخطر.
يعد داء العطيفات حاليًا أكثر الأمراض الحيوانية المنشأ التي يتم الإبلاغ عنها بشكل متكرر في الاتحاد الأوروبي. يشير تقرير حديث إلى أن 50% إلى 80% من حالات الإصابة بداء العطيفات البشرية يمكن أن تعزى إلى الدجاج (الأنواع الخزانية). لقد تبين مؤخرًا في النرويج أن بعض العوامل تزيد من خطر الإصابة بالأمراض الحيوانية المنشأ في مزرعة الدجاج اللاحم.

## العدوى

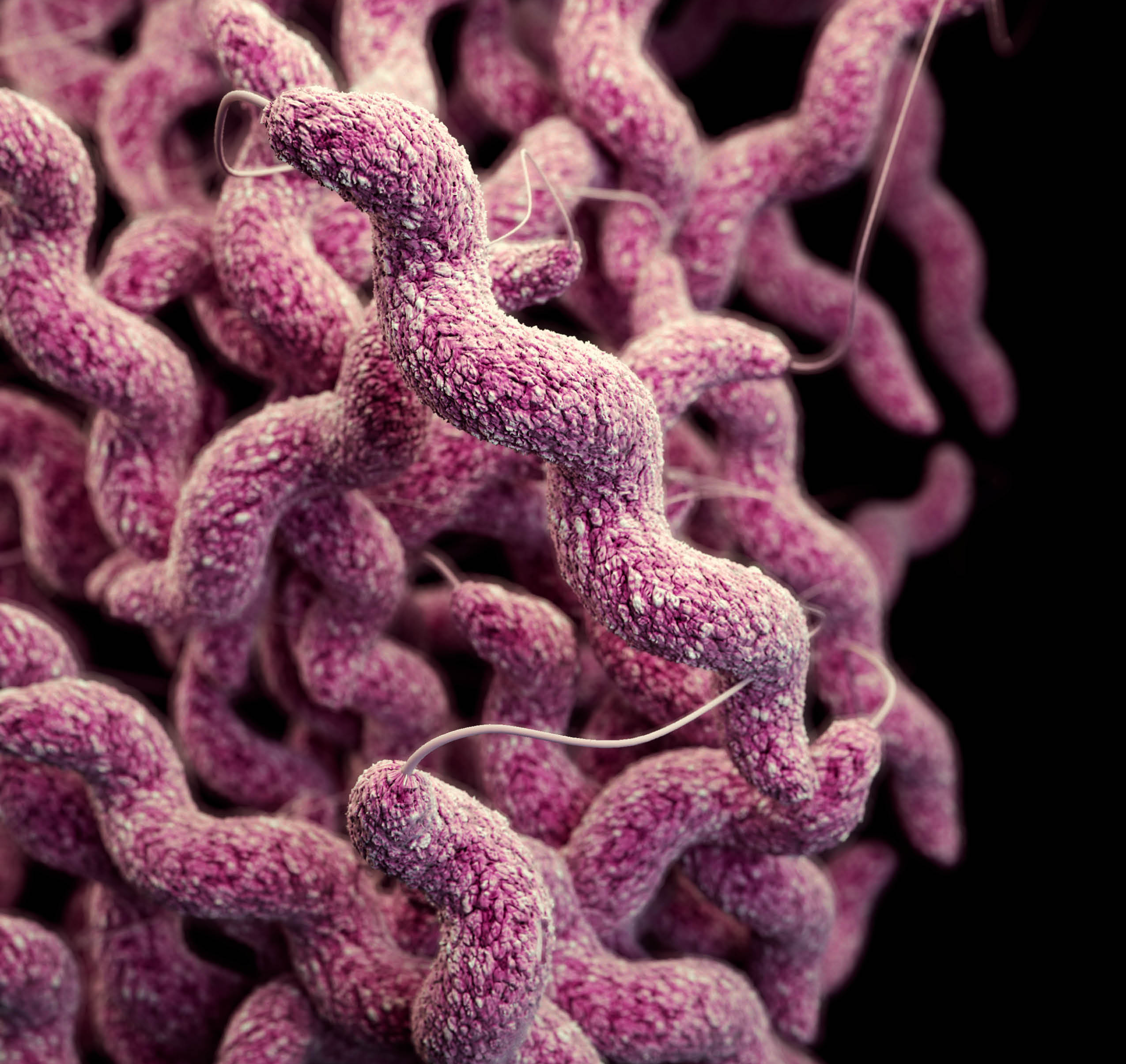
يعد داء العطيفة من أكثر أنواع العدوى شيوعًا التي تسببها البكتيريا لدى البشر، وغالبًا ما يكون مرضًا ينتقل عن طريق الغذاء.

تنتقل عطيفة مرضية  بطرق عديدة أكثرها شيوعا طريقة ’’ البرازي الفموي’’ لتي تحدث عند طعام، مياه ملوثة أو أكل اللحوم النيئة، فتسبب التهابات دموية أحيانا، الإسهال، التهاب اللثة  أو الزحار.
وتظهر أعراض انتقال العدوى عادة خلال 5-7 أيام، ويكتفى بتعويض نقص السوائل في جسم الإنسان لعلاج أعراضة دون استخدام المضادات الحيوية.

### السبب
معظم سلالات عطيفة صائمية تصيب أنسجة المعي الصائم، الأمعاء الدقيقة، القولون وتنتج السموم التي تساعد البكتيريا على الإفلات من الجهاز المناعي والبقاء في الخلايا لفترة محدودة وذلك بإعاقته انقسام الخلايا وعمل الجهاز المناعي عبر إفرازه ديوكسي ريبو نكلياز (الدناز) ، وكان يعتقد في الماضي انها تنتج سم معوي مثل الكوليرا لكن اتضح لاحقا أنها تسبب ورم دموية، ورم استسقائي، التهاب أمعاء ناحي، وفي حالات قليلة يرافق تلك الأمراض _حالة تفتت الدم البولية_التسمم البتيوليني أو البتيولزم hemolytic uremic syndrome وفرفرية نقص خلايا التجلط thrombotic thrombocytopenic purpura

### العلاج
يتم تشخيص المرض بتحليل عينة البراز(معرفة عمل الأمعاء)
- تعويض نقص السوائل في الجسم والتزام الراحة
- يتم وصف المضادات الحيوية في بعض الحالات (كالأزيثرومايسين)
- يتم إعطاء الأطفال مغذي وريدي في المستشفى لعلاج حالة الجفاف الناتج عن الإسهال
- كون المرض معدٍ، يجب إبقاء الطفل في المنزل لحين ظهور الأعراض مدة يومين على الأقل

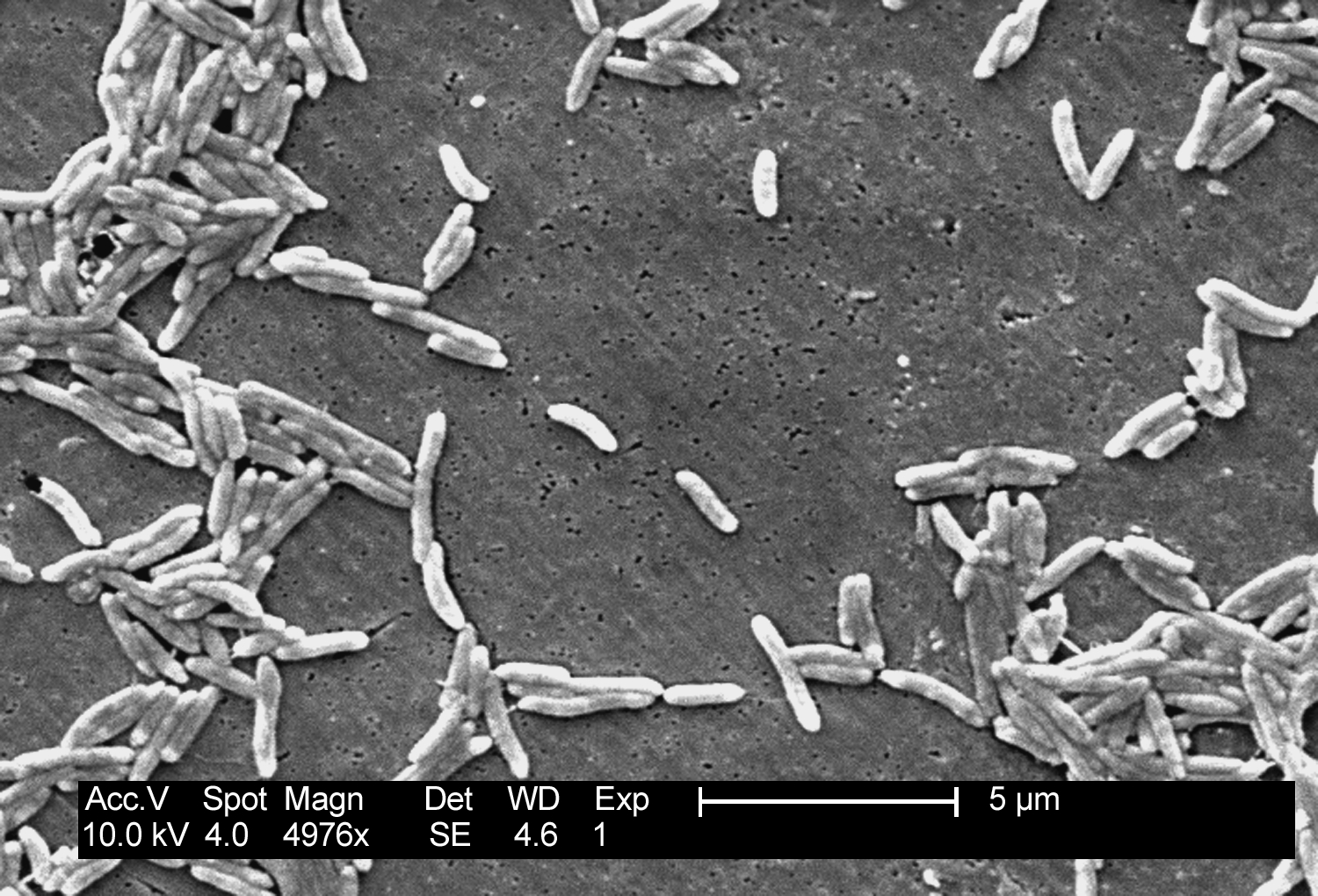
تُظهر هذه الصورة المجهرية الإلكترونية الماسحة مجموعة من بكتيريا جنينية العطيفة سلبية الجرام، مكبرة 4.976 مرة. بكتيريا الجنين C. "على شكل حرف S"، والمعروفة أيضًا باسم C. الجنين ssp. الأمعاء أو الجنين الضمة فار. المعوي، هو أحد مسببات الأمراض البشرية الانتهازية مع نمط التوزيع في جميع أنحاء العالم

- تُظهر هذه الصورة المجهرية الإلكترونية الماسحة مجموعة من بكتيريا جنينية العطيفة سلبية الجرام، مكبرة 4.976 مرة. بكتيريا الجنين C. "على شكل حرف S"، والمعروفة أيضًا باسم C. الجنين ssp. الأمعاء أو الجنين الضمة فار. المعوي، هو أحد مسببات الأمراض البشرية الانتهازية مع نمط التوزيع في جميع أنحاء العالمالاهتمام بالنظافة لتجنب الإصابة بالمرض أونقل العدوى للآخرين.

## تاريخ
وصف تيودور اشريك انتقال بكتيريا عطيفة على شكل التهابات طفيلية في الأطفال الرضع عام 1886 بالكوليرا. أو مرض الصيف  واكتُشِف جنسها لأول مرة عام 1963 إلا أنه لم يتمكن من الوقاية منها حتى 1972.

### 2020
توفي صباح الأربعاء 29/7/2020، طفل يبلغ من العمر 3 سنوات ونصف، متأثراً بحالة التسمم الجماعي في عين الباشا بمحافظة البلقاء في الأردن، وأصيب نحو 700 شخص في نفس الحادث، نتيحة عدم التبريد الجيد للدواجن بـأحد المطاعم وأدى لإصابة الاشخاص بجرثومتي المكورة المعوية البرازية، والعطيفة.

## وصلات خارجية
- عطيفة
- عطيفة genomes and related information at PATRIC, a Bioinformatics Resource Center funded by NIAID
- Campylobacter info from the CDC